# Gedion Timotheos

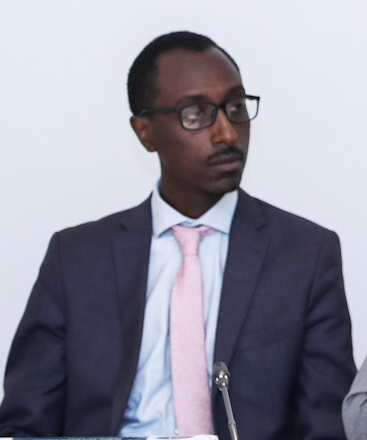
Gideon Timotheos

Gedion Timotheos (auch Gedion Timothewos und Gedion Timothewos Hessebon; amharisch ጌድዮን ቲሞጢዎስ; * 1. Januar 1978 in Addis Abeba) ist ein äthiopischer Rechtswissenschaftler und Politiker. Seit 18. Oktober 2024 ist er Außenminister seines Landes.

## Werdegang
Timotheos studierte Rechtswissenschaft an der Universität Addis Abeba und schloss 2007 das Studium mit dem LL.B. ab. Es folgte ein LL.M.-Studium an der Central European University in Budapest zur Verfassungsrechtsvergleichung. Hierzu promovierte er 2014 zum Doctor of Juridical Science (S.J.D) an der gleichen Universität.
Nach seinem Studium war er Rechtsanwalt in Addis Abeba und Assistant Professor an der juristischen Fakultät der dortigen Universität. Er war Chefredakteur des Journal of Ethiopian Law und Co-Direktor des Sommerkurses „Verfassungsbildung in Afrika“ an der Central European University. 2016 war er Gastdozent an der Indiana University Bloomington.
2018 wurde Timotheos von Premierminister Abiy Ahmed zum Staatsminister im Büro des Generalanwalts ernannt. Im August 2020 wurde er zum Generalanwalt (Attorney General) befördert. Im Oktober 2021 wurden von der äthiopischen Regierung neue Ministerien geschaffen, u. a. auch das an die Stelle der Generalanwalts tretende Justizministerium, das ihm übertragen wurde. Im 2020 ausgebrochenen Bürgerkrieg (sog. Tigray-Konflikt) verkündete er im November 2021 den Ausnahmezustand. Im darauffolgenden Jahr gehörte er zum Team der Regierung bei den Verhandlungen mit der Volksbefreiungsfront von Tigray (TPLF) zur Beendigung des Bürgerkriegs.
Am 18. Oktober 2024 wurde Timotheos von Premierminister Abiy Ahmed zum Außenminister ernannt. Er ist Nachfolger von Taye Atske Selassie, der kurz zuvor vom Parlament zum neuen äthiopischen Präsidenten gewählt worden war. Nachfolgerin im Amt des Justizminister wurde Hanna Arayaselassie, die mit Timotheos verheiratet ist.

## Werke
- Contextualizing constitutionalism. Multiparty democracy in the African political matrix, Den Haag 2017